# Medalla Conmemorativa del 800.º Aniversario de Nizhni Nóvgorod
La Medalla Conmemorativa del 800.º Aniversario de Nizhni Nóvgorod (en ruso: Медаль «В память 800-летия Нижнего Новгорода»), es una medalla conmemorativa estatal de la Federación de Rusia establecida por el Decreto Presidencial n.º 184 del 29 de marzo de 2021,  para conmemorar el ochocientos aniversario de la fundación de la ciudad de Nizhni Nóvgorod.

## Estatuto de concesión
Según el estatuto de concesión la Medalla Conmemorativa del 800.º Aniversario de Nizhni Nóvgorodo se otorga aː
- Residentes de la ciudad de Nizhni Nóvgorod: participantes en la Gran Guerra Patria de 1941-1945;
- Ciudadanos de la ciudad galardonados con órdenes y medallas de la URSS por su trabajo desinteresado y valiente durante la Gran Guerra Patria de 1941-1945;
- Trabajadores domésticos que trabajaron durante la Gran Guerra Patria de 1941-1945 en la ciudad durante al menos seis meses;
- Aquellos ciudadanos que hayan hecho una contribución significativa al desarrollo de la ciudad.

La medalla se lleva en el lado izquierdo del pecho y, si hay otras medallas de la Federación de Rusia, se coloca después de la Medalla Conmemorativa del 1000.º Aniversario de Kazán.
Cada medalla venía con un certificado de premio, este certificado se presentaba en forma de un pequeño folleto de cartón de 8 cm por 11 cm con el nombre del premio, los datos del destinatario y un sello oficial y una firma en el interior.
Las primeras medallas fueron entregadas por Gleb Nikitin, gobernador del óblast de Nizhni Nóvgorod, el 12 de junio de 2021.

## Descripción
La Medalla Conmemorativa del 800.º Aniversario de Nizhni Nóvgorod es una medalla circular de latón dorado de 32 mm de diámetro con un borde convexo por ambos lados. 
En el anverso de la medalla hay una imagen de un fragmento de la pared del Kremlin de Nizhni Nóvgorod con la torre Dmitrievskaya en el centro, a la derecha de la torre hay una imagen de la Catedral de Alejandro Nevski, a la izquierda de la torre hay una imagen de la Catedral del Arcángel Miguel. En la parte superior de la medalla, a lo largo de la circunferencia, se puede observar la inscripción: «EN MEMORIA DEL 800 ANIVERSARIO DE NIZHNI NÓVGOROD» (en ruso: «В ПАМЯТЬ 800-ЛЕТИЯ НИЖНЕГО НОВГОРОДА»). 

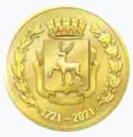
Reverso de la medalla

En el reverso de la medalla, en el centro, hay una imagen del emblema de la ciudad de Nizhni Nóvgorod (un escudo enmarcado a los lados y en la parte inferior con una cinta, en el escudo hay una imagen de un ciervo caminando hacia la izquierda con cuernos ramificados, sobre el escudo hay una imagen estilizada de la parte superior de la torre Dmitrievskaya, rodeada por una corona de laurel en un aro). Debajo del escudo de armas, a lo largo de la circunferencia de la medalla, están los números «1221-2021». A la izquierda del escudo de armas, a lo largo de la circunferencia de la medalla, está la imagen de una rama de laurel y a la derecha una rama de roble.
La medalla está conectada con un ojal y un anillo a un bloque pentagonal cubierto con una cinta de muaré de seda blanca con dos franjas negras longitudinales a lo largo de los bordes y una franja roja longitudinal en el medio. El ancho total de la banda es de 24 mm, el ancho de la franja negra es de 2 mm y el ancho de la franja roja es de 4 mm.